# Vutotal
Il Vutotal, più conosciuto come Vistotal, è un sistema costruttivo per le superfici vetrate delle automobili.

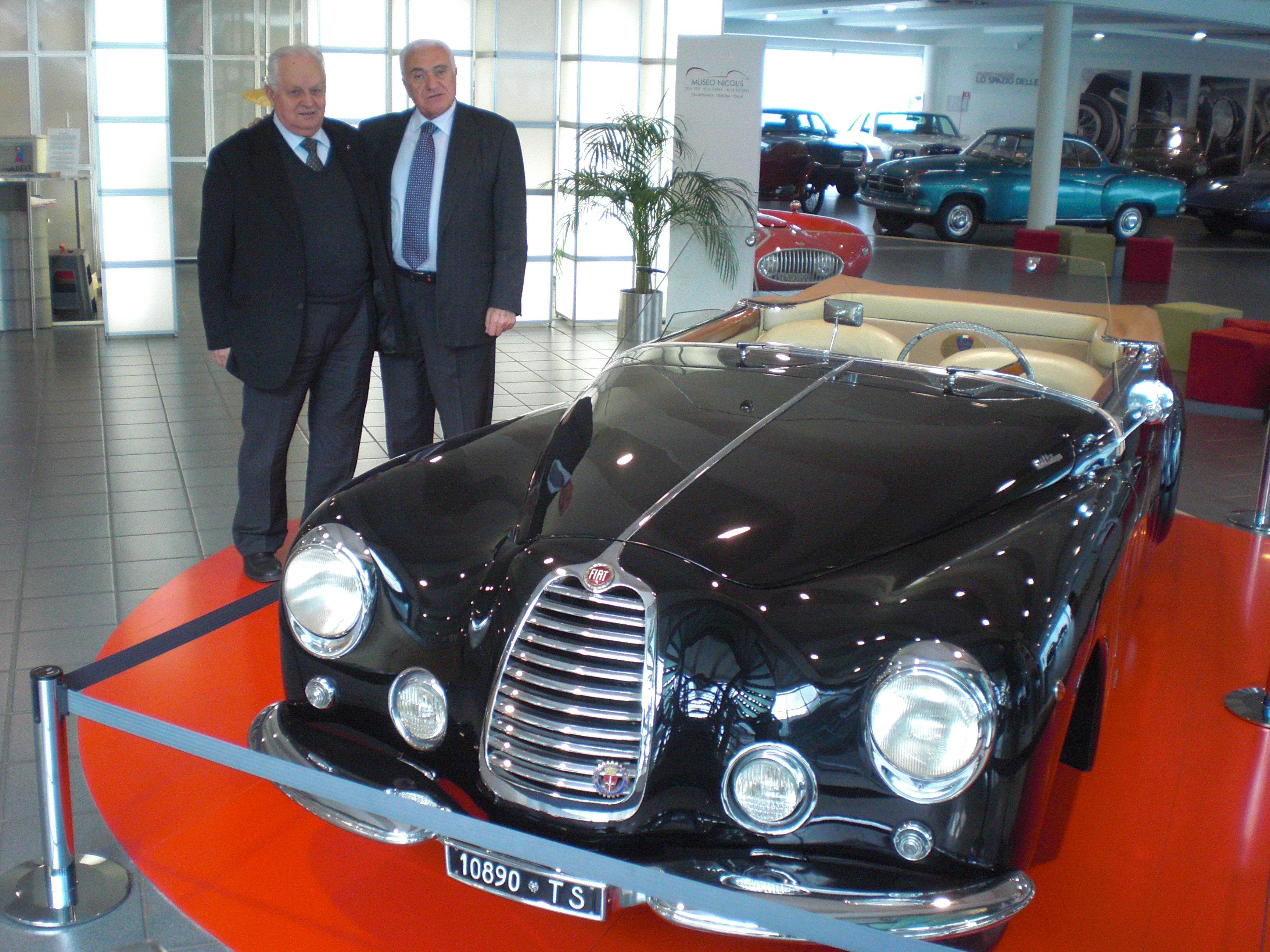
La FIAT 1100 E Castagna Cabriolet Vistotal del 1950, conservata al Museo Nicolis

Brevettato dall'ingegnere francese Joseph Vigroux e sperimentato dal carrozziere parigino Jean Henri-Labourdette nel 1935, fu denominato "Vutotal" quale sincrasi di vue totale (in italiano "vista totale").
Il sistema "Vutotal" permette di realizzare le superfici vetrate delle automobili eliminando le cornici dei tradizionali montanti di sostegno e contenimento, attraverso l'impiego di vetro temperato di largo spessore, ancorato al telaio dei veicoli con appositi fissaggi, così divenendo parte integrante della struttura, oltre a permettere una visibilità senza ostacoli, sopra la linea cintura.
La prima applicazione sperimentale fu sul corpo vettura di una Delage D6-70. Successivamente il sistema fu impiegato dalla Carrozzeria Labourdette per alcune realizzazioni di vetture scoperte, tra le quali si ricorda la celebre Rolls-Royce Phantom III Labourdette Vutotal Cabriolet.
Nel 1939 il sistema venne ceduto alla Saint-Gobain che decise di produrlo nei suoi stabilimenti pisani e farlo commercializzare alla controllata milanese VIS (acronimo di Vetro Italiano di Sicurezza), con la denominazione commerciale "Vistotal".
Dopo la parentesi bellica il sistema venne impiegato per alcune show car della carrozzeria Castagna su meccanica Alfa Romeo, Cisitalia e Fiat, oltre al prototipo Chrysler Norseman realizzato da Ghia per il Salone di Detroit del 1957 e perduto nel naufragio dell'Andrea Doria.
Particolarmente costoso per la complessità dei fissaggi e scarsamente gradito dal pubblico, il sistema "Vistotal" fu abbandonato.